# Serglycin
Serglycin‏ (Serglycin) هوَ بروتين يُشَفر بواسطة جين Serglycin في الإنسان.